# Albert Ehm
Pour les articles homonymes, voir Ehm.
Albert Ehm, né le 12 août 1912 à Sélestat et décédé dans la même ville le 2 octobre 1983, est un pédagogue, homme politique et amateur d'art français.

## Théoricien de l'éducation
Enseignant de philosophie, il est l'auteur de deux thèses soutenues à Paris en 1937, l'une sous le titre F. W. Foerster : sa pédagogie morale, l'autre consacrée à L'Éducation nouvelle : ses fondements philosophiques, son évolution historique, son expansion mondiale. Ces travaux ont conduit à la publication en 1942 de Éducation et culture : problèmes actuels, un ouvrage de référence en sciences de l'éducation.

## Homme politique
- Sénateur du Bas-Rhin de 1947 à 1950.
- Conseiller général pour le canton de Marckolsheim en 1947.
- Maire de Sélestat de 1953 à 1965.
- Député du Bas-Rhin de juin à novembre 1946 (MRP) et de 1958 à 1978 (UNR-UDR-RPR)
- Membre du groupe parlementaire français au Conseil de l'Europe (1948-1950 ; 1963-1967)

## Amateur d'art
Ses goûts personnels l'ont porté vers la peinture et l'écriture de pièces de théâtre.
Albert Ehm a également réalisé près d'une soixantaine de films amateurs en 9,5mm et en 16mm, notamment durant ses voyages et au sein de sa famille. Il a partagé cette passion avec son petit frère André, lui aussi devenu cinéaste amateur. Ses films ont été confiés en novembre 2019 en grande partie à l'association MIRA-Mémoire des Images Réanimées d'Alsace, cinémathèque numérique alsacienne.

## Hommages
Un square de Sélestat porte son nom.